# Liste d'écrivains de langue russe
Cette liste répertorie les auteurs écrivant en langue russe (articles de presse, chansons, écrits scientifiques, livrets d'opéra, ouvrages historiques, poésies, romans, scénarios, textes législatifs, théâtre, traductions, etc.)
Le classement est établi par ordre chronologique, cependant
- Lorsque plusieurs auteurs sont nés la même année ils sont classés par ordre chronologique de disparition.
- Lorsque plusieurs auteurs sont nés la même année et qu'ils sont encore vivants, ils sont classés par ordre alphabétique.

Quelques auteurs d'origine russe, habitant ou non la Russie, s'exprimant essentiellement dans une autre langue n'ont pas été retenus dans cette liste.

## XVIIesiècle
- Avvakoum (1600 ou 1621-1682)
- Siméon de Polotsk (1629-1680)
- Dimitrie Cantemir (1673-1723)
- Vassili Tatichtchev (1686-1750)

## XVIIIesiècle

### 1700
- Vassili Trediakovski (1703-1769)
- Antioche Cantemir (1708-1744)
- Vassili Adodouroff (1709-1780)
- Mikhaïl Lomonossov (1711-1765)
- Alexandre Soumarokov (1717-1777)
- Catherine II de Russie (1729-1796)
- Mikhaïl Chtcherbatov (1733-1790)
- Mikhaïl Kheraskov (1733-1807)
- Dimitri Alexeïevitch Galitzine (1738-1803)
- Gavrila Derjavine (1743-1816)
- Denis Fonvizine (1744-1792)
- Nikolaï Novikov (1744-1818)
- Ivan Ivanovitch Khemnitser (1745-1784)
- Denis Fonvizine (1745-1792)
- Alexandre Radichtchev (1749-1802)

### 1750
- Alexandre Chichkov (1754-1841)
- Ivan Dmitriev (1760-1837)
- Ivan Mikhaïlovitch Dolgorouki (1764-1824)
- Nikolaï Karamzine (1766-1826)
- Ivan Krylov (1769-1844)
- Vassili Golovnine (1776-1831)
- Ivan Kozlov (1779-1840)

### 1780
- Vassili Joukovski (1783-1852)
- Nadejda Dourova (1783-1866)
- Denis Davydov (1784-1839)
- Fiodor Nikolaïevitch Glinka (1786-1880)
- Antoni Pogorelski (1787-1836)
- Constantin Batiouchkov (1787-1855)
- Nikolaï Gretsch (1787-1867)
- Michel Zagoskine (1789-1852)
- Faddeï Boulgarine (1789-1859)

### 1790
- Ivan Lajetchnikov (1790-1869)
- Sergueï Aksakov (1791-1859)
- Pavel Katenine (1792-1853)
- Zinaïda Volkonskaïa (1792-1862)
- Piotr Pletniov (1792-1866)
- Ivan Lajetchnikov (1792-1869)
- Piotr Viazemski (1792-1878)
- Piotr Iakovlevitch Tchaadaïev (1794-1856)
- Alexandre Oulybychev (1794-1858)
- Kondrati Ryleïev (1795-1826)
- Alexandre Griboïedov (1795-1829)
- Avdotia Glinka (1795-1863)
- Avraam Norov (1795-1869)
- Vladimir Raïevski (1795-1872)
- Nikolaï Polevoï (1796-1846)
- Alexandre Bestoujev (1797-1837)
- Wilhelm Küchelbecker (1797-1846)
- Anton Delvig (1798-1831)
- Alexandre Pouchkine (1799-1837)
- Alexeï Verstovski (1799-1862)

## XIXesiècle
Par décennies :

### 1800
- Ievgueni Baratynski (1800-1844)
- Ossip Senkovski (1800-1858)
- Vladimir Dahl (1801-1872)
- Kozma Proutkov (1801-1863), auteur fictif
- Alexandre Odoïevski (1802-1839)
- Nikolaï Iazykov (1803-1846)
- Vladimir Odoïevski (1803-1869)
- Fiodor Tiouttchev (1803-1873)
- Nikolaï Nadejdine (1804-1856)
- Alexeï Khomiakov (1804-1860)
- Gordi Sabloukov (1804-1880)
- Dmitri Vénévitinov (1805-1827)
- Alexandre Polejaïev (1804-1838)
- Ivan Kireïevski (1806-1856)
- Stepan Chevyriov (1806-1864)
- Vladimir Benediktov (1807-1873)
- Caroline Pavlova (1807-1893)
- Alexeï Koltsov (1809-1842)
- Nicolas Gogol (1809-1852)
- Nestor Koukolnik (1809-1868)

### 1810
- Vissarion Belinski (1811-1848)
- Ievdokia Rostoptchina (1811-1858)
- Ivan Panaïev (1812-1862)
- Vassili Botkine (1812-1869)
- Ivan Gontcharov (1812-1891)
- Alexandre Herzen (1812-1870)
- Nikolaï Ogarev (1813-1877)
- Vladimir Sollogoub (1813-1882)
- Mikhaïl Lermontov (1814-1841)
- Mikhaïl Bakounine (1814-1876)
- Sergueï Dourov (1815-1869)
- Piotr Erchov (1815-1869)
- Piotr Valouïev (1815-1890)
- Constantin Aksakov (1817-1860)
- Alexis Konstantinovitch Tolstoï (1817-1875)
- Piotre Artamov (1818-1870)
- Ivan Tourgueniev (1818-1883)
- Pavel Melnikov (1818-1883)
- Mikhaïl Katkov (1818-1887)
- Vera Aksakova (1819-1864)
- Iouri Samarine (1819-1876)
- Iakov Polonski (1819-1898)

### 1820
- Afanassi Fet (1820-1892)
- Avdotia Panaïeva (1820-1893)
- Nikolaï Nekrassov (1821-1878)
- Fiodor Dostoïevski (1821-1881)
- Alexeï Pissemski (1821-1881)
- Grigori Elisseïev (1821-1891)
- Apollon Maïkov (1821-1897)
- Apollon Grigoriev (1822-1864)
- Nikolaï Danilevski (1822-1885)
- Alexandre Palm (1822-1885)
- Nadejda Khvochtchinskaïa (1822-1889)
- Dmitri Grigorovitch (1822-1899)
- Valerian Maïkov (en) (1823-1847)
- Nadejda Sokhanskaïa (1823-1884)
- Ivan Aksakov (1823-1886)
- Alexandre Ostrovski (1823-1886)
- Piotr Lavrov (1823-1900)
- Ivan Nikitine (1824-1861)
- Alexandre Droujinine (1824-1864)
- Nikolaï Chelgounov (1824-1891)
- Alexeï Plechtcheïev (1825-1893)
- Alexandre Afanassiev (1826-1871)
- Mikhaïl Saltykov-Chtchedrine (1826-1889)
- Nikolaï Tchernychevski (1828-1889)
- Léon Tolstoï (1828-1910)

### 1830
- Helena Blavatsky (1831-1891)
- Constantin Léontiev (1831-1891)
- Nikolaï Leskov (1831-1895)
- Alexandre Pypine (1833-1904)
- Marko Vovtchok (1833-1907)
- Alexeï Souvorine (1834-1912)
- Ilia Salov (1834-1902)
- Nicolas Pomialovski (1835-1863)
- Nikolaï Dobrolioubov (1836-1861)
- Vassili Sleptsov (1836-1878)
- Piotr Boborykine (1836-1921)
- Vsevolod Kostomarov (1837-1865)
- Constantin Sloutchevski (1837-1904)
- Sergueï Khoudekov (1837-1928)
- Tola Dorian (1839-1918)

### 1840
- Dmitri Pissarev (1840-1868)
- Alexeï Apoukhtine (1840-1893)
- Marie de Manacéïne (1841-1903)
- Victor Bourénine (1841-1926)
- Nikolaï Mikhaïlovski (1842-1904)
- Pierre Kropotkine (1842-1921)
- Gleb Ouspenski (1843-1902)
- Sophie Tolstoï (1844-1919)
- Nikolaï Zlatovratski (1845-1911)
- Ataullah Bajazitov (1846-1911)
- Dmitri Sadovnikov (1847-1883)

### 1850
- Modeste Tchaïkovski (1850-1916)
- Sergueï Stepniak-Kravtchinski (1851-1895)
- Véra Figner (1852-1942)
- Vladimir Soloviev (1853-1900)
- Vladimir Korolenko (1853-1921)
- Isaac Pavlovski (1853-1924)
- Vladimir Tchertkov (1854-1936)
- Vsevolod Garchine (1855-1888)
- Vladimir Guiliarovski (1855-1935)
- Innokenti Annenski (1856-1909)
- Gueorgui Boutmi (1856-1917)
- Vassili Rozanov (1856-1919)
- Gueorgui Plekhanov (1857-1918)
- Alexeï Smirnov (écrivain) (1857-1924)
- Constantin Constantinovitch de Russie (1858-1915)
- Vladimir Nemirovitch-Dantchenko (1858-1943)
- Sofia Kovalevskaïa (1859-1891)
- Cholem Aleikhem (1859-1916) ukrainien, yiddish

### 1860
- Anton Tchekhov (1860-1904)
- Piotr Iakoubovitch (1860-1911)
- Sémion Nadson (1862-1887)
- Sergueï Nilus (1862-1929)
- Fiodor Sologoub (1863-1927)
- Alexandre Serafimovitch (1863-1949)
- Vladimir Obroutchev (1863-1956)
- Matveï Golovinski (1865-1920)
- Vladimir Bogoraz (1865-1936)
- Platon Krasnov (1866-1924)
- Léon Chestov (1866-1938)
- Dimitri Merejkovski (1866-1941)
- Viatcheslav Ivanovitch Ivanov (1866-1949)
- Constantin Balmont (1867-1942)
- Vikenti Veressaïev (1867-1945)
- J.-Wladimir Bienstock (1868-1933)
- Maxime Gorki (1868-1936)
- Ossip Lourié (1868-1955)
- Zinaïda Hippius (1869-1945)
- Piotr Krasnov (1869-1947)

### 1870
- Alexandre Kouprine (1870-1938)
- Serge Persky (1870-1938)
- Ivan Bounine (1870-1953)
- Leonid Andreïev (1871-1919)
- Vladimir Arnoldi (1871-1924)
- Sergueï Boulgakov (1871-1944)
- Vladimir Arseniev (1872-1930)
- Mikhaïl Kouzmine (1872-1936)
- Dimitri Philosophoff (1872-1940)
- Arsen Kotsoïev (1872-1944), ossète
- Alexandra Kollontaï (1872-1952)
- Valéri Brioussov (1873-1924)
- Alexandre Bogdanov (1873-1928)
- Gombojab Tsybikov (1873-1930)
- Ivan Chmeliov (1873-1950)
- Olga Forche (1873-1961)
- Vladimir Bazarov (1874-1939)
- Vsevolod Meyerhold (1874-1940)
- Nicolas Roerich (1874-1947)
- Nicolas Berdiaev (1874-1948)
- Dmitri Goulia (1874-1960), abkaze
- Ovché Narzounof (1874-1934)
- Lev Tcherny (1875-1921)
- Anatoli Lounatcharski (1875-1933)
- Mikhaïl Savoyarov (1876-1941)
- Konstantin Trenev (1876-1945)
- Valentin Mandelstamm (1876-1949)
- Alexeï Novikov-Priboï (1877-1944)
- Maximilian Volochine (1877-1932)
- Alexeï Remizov (1877-1957)
- Mikhaïl Artsybachev (1878-1927)
- Mikhaïl Ossorguine (1878-1942)
- Piotr Ouspenski (1878-1947)
- Boris Savinkov (1879-1925)
- Gueorgui Tchoulkov (1879-1939)
- Éléna Roerich (1879-1955)
- Pavel Bajov (1879-1950)
- Nicolas Evreïnoff (1879-1953)

### 1880
- Alexandre Grine (1880-1932)
- Sacha Tchiorny (1880-1932)
- Alexandre Blok (1880-1921)
- Andreï Biély (1880-1934)
- Arkady Avertchenko (1881-1925)
- Boris de Schlœzer (1881-1969)
- Boris Zaïtsev (1881-1972)
- Boris Stepanovitch Jitkov (1882-1938)
- Alekseï Gastev (1882-1939)
- Yakov Perelman (1882-1942)
- Alexis Nikolaïevitch Tolstoï (1882-1945)
- David Bourliouk (1882-1967)
- Korneï Tchoukovski (1882-1969)
- Vladimir Antonov-Ovseïenko (1883-1938)
- Demian Bedny (1883-1945)
- Alexis Nikolaïevitch Tolstoï (1883[1]-1945)
- Ivan Iline (1883-1954)
- Fiodor Gladkov (1883-1958)
- Anton Sorokine (ru) (1884-1928)
- Nikolaï Kliouïev (1884-1937)
- Evgueni Zamiatine (1884-1937)
- Panteleïmon Romanov (1884-1938)
- Alexandre Beliaïev (1884-1942)
- Vassili Kamenski (1884-1961)
- Vladimir Bill-Bielotserkovski (1884-1970)
- Velimir Khlebnikov (1885-1922)
- Ğabdulla Tuqay (1886-1913)
- Nikolaï Goumilev (1886-1921)
- Fatix Ämirxan (1886-1926)
- Piotr Potemkine (1886-1926)
- Benedikt Livchits (1886-1938)
- Vladislav Khodassevitch (1886-1939)
- Grigori Adamov (1886-1945)
- Alexandre Sergueïevitch Yakovlev (1886-1953)
- Mark Aldanov (1886-1957), année de naissance controversée
- Boris Eichenbaum (1886-1959)
- Alexeï Kroutchenykh (1886-1968)
- Fatix Ämirxan (1886-1980)
- Pavel Bessalko (ru) (1887-1920)
- Igor Severianine (1887-1941)
- Sigismund Krzyzanowski (1887-1950)
- Samouil Marchak (1887-1964)
- Anton Makarenko (1888-1939)
- Ossip Brik (1888-1945)
- Leonid Grossman (1888-1965)
- Sergueï Klytchkov (en) (1889-1937)
- Mikhaïl Guerassimov (1889-1939)
- Vladimir Kirillov (1889-1943)
- Lidia Seïfoullina (1889-1954)
- Boris Chriaev (en) (1889-1959)
- Nikolaï Asseïev (1889-1963)
- Ilia Sadofiev (ru) (1889-1965)
- Anna Akhmatova (1889-1966)

### 1890
- Lev Tcherny (1890-1921)
- Boris Pasternak (1890-1960)
- Elisaveta Polonskaïa (en) (1890-1969)
- Véra Inber (1890-1972)
- Dmitri Fourmanov (1891-1926)
- Ossip Mandelstam (1891-1938)
- Mikhaïl Boulgakov (1891-1940)
- Valentin Parnakh (1891-1951)
- Mikhaïl Tchekhov (1891-1955)
- Boris Lavrenev (1891-1959)
- Ilya Ehrenbourg (1891-1967)
- Lev Nikouline (1891-1967)
- Alexandre Melentievitch Volkov (1891-1977)
- Serge Tretiakov (1892-1937)
- Alexandre Malychkine (ru) (1892-1938)
- Marina Tsvetaïeva (1892-1941)
- Ilia Grouzdev (ru) (1892-1960)
- Alexandre Stepanov (1892-1965)
- Constantin Paoustovski (1892-1968)
- Kirill Zdanevitch (ru) (1892-1969)
- Konstantin Fedine (1892-1977)
- Michel Raslovleff (1892-1987)
- Vladimir Maïakovski (1893-1930)
- Sergueï Efron (1893-1941)
- Vadim Cherchenevitch (1893-1942)
- Anna Timireva (1893-1975)
- Victor Chklovski (1893-1984)
- Mikhaïl Ocharov (1894-1937)
- Boris Pilniak (1894-1938)
- Isaac Babel (1894-1940)
- Iouri Tynianov (1894-1943)
- Vitali Bianchi (1894-1959)
- Ilia Zdanevitch (1894-1975)
- Sergueï Essénine (1895-1925)
- Édouard Bagritski (1895-1934)
- Matvei Pogrebinski (1895-1937)
- Vladimir Zazoubrine (1895-1938)
- M. Iline (1895-1953)
- Alexandre Kononov (1895-1957)
- Mikhaïl Zochtchenko (1895-1958)
- Vsevolod Ivanov (1895-1963)
- Nikolaï Nikitine (1895-1963)
- Mikhaïl Bakhtine (1895-1975)
- Wladimir Weidlé (1895-1979)
- Leonid Kannegisser (1896-1918)
- Evgueni Schwartz (1896-1958)
- Pavel Antokolski (1896-1978)
- Nikolaï Tikhonov (1896-1979)
- Roman Jakobson (1896-1982)
- Roman Goul (1896-1986)
- Vladimir Pavlovitch Paley (1897-1918)
- Ilya Ilf (1897-1937)
- Mikhaïl Slonimski (en) (1897-1972)
- Valentin Kataïev (1897-1986)
- Mikhaïl Koltsov (1898-1940/42)
- Vassili Lebedev-Koumatch (1898-1949)
- M. Aguéev (1898-1973)
- Alexandre Bezymenski (1898-1973)
- Vassili Kazine (1898-1981)
- Konstantin Vaguinov (1899-1934)
- Andreï Platonov (1899-1951)
- Iouri Olecha (1899-1960)
- Ilia Selvinski (1899-1968)
- Vladimir Nabokov (1899-1977)
- Stepan Chtchipatchev (1899-1979)
- Nadejda Mandelstam (1899-1980)
- Alekseï Sourkov (1899-1983)
- Leonid Leonov (1899-1994)

## XXesiècle
- Ilf et Pétrov (Ilf 1897-1937 et Pétrov 1902-1942)

### 1900
- Vladimir Stavski (1900-1943)
- Vsevolod Vichnevski (1900-1951)
- Nikolaï Pogodine (1900-1962)
- Julius Margolin (1900-1971)
- Mikhaïl Issakovski (1900-1973)
- Lev Lunts (1901-1924)
- Alexandre Fadeïev (1901-1956)
- Vladimir Lougovskoï (1901-1957)
- Elena Ilina (1901-1964)
- Ida Mett (1901-1973)
- Nina Berberova (1901-1993)
- Vladimir Kirchon (1902-1938)
- Benjamin Kaverine (1902-1989)
- Evgueni Permiak (ru) (1902-1982)
- Evgueni Petrov (1902-1942) (Ilf et Pétrov)
- Iossif Outkine (1903-1944)
- Mikhaïl Golodny (1903-1949)
- Ivan Moltchanov-Sibirski (ru) (1903-1958)
- Nikolaï Zabolotski (1903-1958)
- Mikhaïl Svetlov (1903-1964)
- Gaïto Gazdanov (1903-1971)
- Alexander Bek (1903-1972)
- Nikolaï Ladyguine (ru) (1903-1975)
- Vadim Andreiev (1903-1976)
- Lazare Laguine (1903-1979)
- Nikolaï Ostrovski (1904-1936)
- Alexandre Afinoguenov (1904-1941)
- Arkadi Gaïdar (1904 - 1941)
- Alexandre Vvedenski (poète) (1904-1941)
- Valentin Ovetchkine (1904-1968)
- Evguénia Guinzbourg (1904-1977)
- Boris Kochno (1904-1990)
- Daniil Harms (1905-1942)
- Alexandre Preis (1905-1942)
- Vassili Grossman (1905-1964)
- Léo Cassil (1905 - 1970)
- Vera Panova (1905 - 1973)
- Leonid Martynov (1905-1980)
- Mikhaïl Cholokhov (1905-1984)
- Alexeï Eisner (1905-1984)
- Vladimir Pozner (1905-1992)
- Daniel Andreiev (1906-1959)
- Semen Kirsanov (1906-1972)
- Agnia Barto (1906-1981)
- Alexandre Kazantsev (1906-2002)
- Boris Kornilov (1907-1938)
- Ivan Efremov (1907-1972)
- Guennadi Gor (1907-1981)
- Varlam Chalamov (1907-1982)
- Arseni Tarkovski (1907-1989)
- Lydia Tchoukovskaïa (1907-1996)
- Boris Gorbatov (1908-1954)
- Iefim Doroch (ru) (1908-1972)
- Ivan Efremov (1908-1972)
- Nikolay Nossov (1908-1976)
- Maria Petrovikh (1908-1979)
- Boris Polevoï (1908-1981)
- Alexeï Arbouzov (1908-1986)
- L. Panteleïev (1908-1987)
- Irakli Andronikov (1908-1990)
- Eufrosinia Kersnovskaïa (1908-1994)
- Dan Solojoff (1908-1994)
- Elena Shirman (1908-1942)
- Natalia Baranskaïa (1908-2004)
- Ilia Varchavski (ru) (1908-1974)
- Iouri Dombrovski (1909-1978)
- Mikhaïl Boubennov (1909-1983)
- Alexandre Krohn (1909-1983)
- Vadim Kojevnikov (1909-1984)
- Nikolaï Zadornov (1909-1992)

### 1910
- Pavel Vassiliev (1910-1937)
- Alexandre Trifonovitch Tvardovski (1910-1971)
- Olga Bergholtz (1910-1975)
- Galina Nikolaïeva (1911-1963)
- Georges Arout (1911-1970)
- Viktor Nekrassov (1911-1987)
- Guéorgui Markov (1911-1991)
- Anatoli Rybakov (1911-1998)
- Ariadna Efron (1912-1975)
- Lev Goumilev (1912-1992)
- Lev Kopelev (1912-1997)
- Lev Ochanine (1912-1997)
- Emmanuil Kazakevitch (1913-1962)
- Alexandre Iachine (1913-1968)
- Viktor Dragounski (1913-1972)
- Iaroslav Smeliakov (1913-1972)
- Alexandre Tchakovski (1913-1994)
- Sergueï Zalyguine (1913-2000)
- Sergueï Mikhalkov (1913-2009)
- Alekseï Nedogonov (ru) (1914-1948)
- Frida Vigdorova (1915-1965)
- Vassili Ajaïev (1915-1968)
- Michel-Rostislav Hofmann (1915-1975)
- Constantin Simonov (1915-1979)
- Margarita Aliguer (1915-1992)
- Mikhaïl Doudine (ru) (1916-1993)
- Mikhaïl Grechnov (ru) (1916-1991)
- Anatoli Kalinine (1916-2008)
- Issaï Kouznetsov (1916-2010)
- Marie Vassiltchikov (1917-1978)
- Pavel Kogan (1918-1942)
- Mikhaïl Koultchitski (1918-1943)
- Mikhaïl Loukonine (1918-1976)
- Alexandre Galitch (1918-1977)
- Boris Zakhoder (1918-2000)
- Alexandre Soljenitsyne (1918-2008)
- Mark Maksimov (ru) (1918-1986)
- Sergueï Narovtchatov (1919-1981)
- Boris Sloutski (1919-1986)
- Boris Balter (1919-1974)
- Daniil Granine (1919-2017)

### 1920
- Fiodor Abramov (1920-1983)
- Iouri Naguibine (1920-1994)
- Konstantin Roudnitsky (ru) (1920-1988)
- Frères Sérapion (1921) Nom pris par un groupe fondé en 1921 qui a rassemblé au moins une quinzaine d'écrivains.
- Boris Smolenski (1921-1941)
- Sergueï Orlov (ru) (1921-1977)
- Vsevolod Bagritski (1922-1942)
- Semion Goudzenko (1922-1953)
- Vladimir Karpov (1922-2010)
- Youri Levitanski (1922-1996)
- Grigori Pojenian (1922-2005)
- Alexandre Zinoviev (1922-2006)
- Vladimir Tendriakov (1923-1984)
- Boris Mojaïev (1923-1996)
- Edouard Assadov (1923-2004)
- Alexandre Mejirov (1923-2009)
- Iakov Akim (1923-2013)
- Ioulia Drounina (1924-1991)
- Ivan Panteleïev (1924-1994)
- Boulat Okoudjava (1924-1997)
- Maurice Simachko (ru) (1924-2000)
- Victor Astafiev (1924-2001)
- Vassil Bykov (1924-2003)
- Youri Fiodorovitch Orlov (1924-2020)
- Iouri Bondarev (1924-2020)
- Iouri Trifonov (1925-1981)
- Iouli Daniel (1925-1988)
- Evgueni Vinokourov (1925-1993)
- Andreï Siniavski (1925-1997)
- Arcadi et Boris Strougatski (1925-1991 et 1933-2012)
- Ilia Kroupnik (1925-)
- Anatoli Ananiev (1925-2001)
- Evgueni Nossov (ru) (1925-2002)
- Vladimir Jeleznikov (1925-2015)
- Leonid Tsypkine (1926-1982)
- Mark Sergueïev (1926-1997)
- Vladimir Bogomolov (1926-2003)
- Genrich Altshuller (1926-1998)
- Iouri Kazakov (1927-1982)
- Alès Adamovitch (1927-1994)
- Valentin Pikoul (1928-1990)
- Anatoli Ivanov (1928-1999)
- Guenrikh Sapguir (1928-1999)
- Tchinguiz Aïtmatov (1928 - 2008), Kirghizistan
- Boris Khazanov (1928-)
- Inna Lisnianskaïa (ru) (1928-2014)
- Vassili Choukchine (1929-1974)
- Anatoli Kouznetsov (1929-1979)
- Alexandre Yuzykain (1929-1996)
- Viktor Konetski (ru) (1929-2002)
- Fazil Iskander (1929-2016)
- Igor Rossokhovatski (ru) (1929-2015)

### 1930
- Boris Vakhtine (ru) (1930-1981)
- Valeri Ossipov (1930-1987)
- Vladimir Maksimov (1930-1995)
- Aleksandr Gorbovski (ru) (1930-2003)
- Iouri Rytkheou (1930-2008), tchouktche
- Anatoli Azolski (1930-2008)
- Vassili Peskov (1930-2013)
- Guerman Plissetski (ru) (1931-1992)
- Julian Semenov (1931-1993)
- Gueorgui Vladimov (1931-2003)
- Arkadi Vaïner (1931-2005)
- Anatoli Pristavkine (1931-2008)
- Roman Sef (1931-2009)
- Iouri Mamléïev (1931-2015)
- Robert Rojdestvenski (1932-1994)
- Friedrich Gorenstein (1932-2002)
- Vassili Axionov (1932-2009)
- Mikhaïl Chatrov (en) (1932-2010)
- Vassili Belov (1932-2012)
- Alexandre Askoldov (1932-2018)
- Vladimir Voïnovitch (1932-2018)
- Andreï Sergueïev (1933-1998)
- Alexandre Karvovski (1933-2004)
- Iouri Droujnikov (1933-2008)
- Andreï Voznessenski (1933-2010)
- Arkadi Arkanov (1933-2015)
- Dmitri Bilenkine (ru) (1933-1987)
- Ievgueni Ievtouchenko (1933-2017)
- Mark Zakharov (1933-2019)
- Boris Borissovitch Andronikov (1934-1996)
- Kir Boulitchev (1934-2003)
- Guennadi Aïgui (1934-2006)
- Askold Bajanov (1934-2012)
- Mikhaïl Jvanetski (1934-2020)
- Mikhaïl Lioubimov (1934-)
- Vladimir Maramzine (1934-2021)
- Albert Tchernenko (1935-2009)
- Olga Larionova (1935-)
- Alexandre Guinzbourg (1936-2002)
- Alexandre Kouchner (1936-)
- Edvard Radzinsky (1936-)
- Victor Sosnora (1936-2019)
- Alexandre Vampilov (1937-1972)
- Guennadi Chpalikov (1937-1974)
- Vadim Kozovoï (1937-1999)
- Anatoly Trofimovitch Tchernousov (1937-2000)
- Bella Akhmadoulina (1937-2010)
- Andreï Bitov (1937-2018)
- Nikolaï Drozdov (1937-)
- Mark Kharitonov (1937-)
- Vladimir Makanine= (1937-2017)
- Iounna Morits (1937-)
- Victoria Tokareva (1937-)
- Edouard Ouspenski (1937-2018)
- Valentine Raspoutine (1937-2015)
- Andreï Amalrik (1938-1980)
- Vladimir Vyssotski (1938-1980)
- Anatoli Martchenko (1938-1986)
- Venedikt Erofeïev (1938-1990)
- Youri Koval (1938-1995)
- Alexandre Tchoudakov (1938-2005)
- Gueorgui Vaïner (1938-2009)
- Leonid Borodine (en) (1938-2011)
- Boris Ekimov (ru) (1938-)
- Vladislav Krapivine (1938-2020)
- Ludmila Petrouchevskaïa (1938-)
- Andreï Roumiantsev (ru) (1938-)
- David Markish (en) (1938-)
- Alexandre Micharine (1939-2008)
- Sergueï Kozlov (ru) (1939-2010)
- Anatoli Kim (1939-)
- Valéri Popov (en) (1939-)
- Edouard Kouznetsov (en) (1939-)

### 1940
- Joseph Brodsky (1940-1996)
- Dmitri Prigov (1940-2007)
- Julia Voznesenskaïa (en) (1940-2015)
- Guennadi Golovine (1940-)
- Sergueï Dovlatov (1941-1990)
- Vladimir Boukovski (1942-2019)
- Constantin Kedrov (ru) (1942-)
- Oleg Grigoriev (1943-1992)
- Aleksandre Kabakov (en) (1943-2020)
- Édouard Limonov (1943-2020)
- Lioudmila Oulitskaïa (1943-)
- Sasha Sokolov (1943-)
- Anatole Kourtchatkine (ru) (1944-)
- Nicolas Bokov (1945-2019)
- Nikolaï Dejnev (ru) (1946-)
- Anatoli Koroliov (ru) (1946-)
- Boris Ostanine (1946-)
- Viatcheslav Pietsoukh (1946-2019)
- Ludmilla Razoumovskaïa (ru) (1946-)[2]
- Vadim Delaunay (1947-1983)
- Valeri Afanassiev (1947-)
- Nikolaï Chadrine (ru) (1947-2018)
- Victor Erofeïev (en) (1947-)
- Alexandre Galine (ru) (1947-)[3]
- Nina Gorlanova (1947-)
- Lev Rubinstein (1947-)
- Victor Souvorov (1947-)
- Leonid Iouzefovitch (en) (1947-)
- Svetlana Alexievitch (1948-), Biélorussie
- Elena Schwarz (1948-2010)
- Galia Ackerman (1948-)
- Valeri Brainin (1948-)
- Léonid Guirchovitch (1948-)
- Léonid Latynine (en) (1948-)
- Mikhaïl Zadornov (1948- 2017)
- Aleksandr Andreïev (1949-)
- Sergueï Kaledine (ru) (1949-)
- Nadejda Ptouchkina (1949-)
- Olga Sedakova (1949-)

### 1950
- Boris Kornev (1950-)
- Mikhaïl Ouspenski (ru) (1950-2014)
- Tatiana Tolstoï (1951-)
- Sergueï Belochnikov (1952-)
- Vladimir Charov (1952-2018)
- Youri Chtankine (1952-)
- Daria Dontsova (1952-)
- Sergueï Gandlevski (ru) (1952-)
- Irina Polianskaïa (ru) (1952-2004)
- Dina Rubina (1953-)
- Andreï Salomatov (ru) (1953-)
- Iouri Bouïda (1954-)
- Evgueni Bounimovitch (ru) (1954-)
- Anatoli Koudriavitski (1954-)
- Youri Poliakov (1954-)
- Maria Soudaïeva (1954-2003)
- Boris Golovine (1955-)
- Olessia Nikolaïeva (ru) (1955-)
- Vladimir Sorokine (1955-)
- Andreï Volos (1955-)
- Boris Akounine (1956-)
- Efim Chifrine (1956-)
- Andreï Dmitriev (1956-)
- Piotr Alechkovski (1957-)
- Maria Arbatova (1957-)
- Maxime Karlovitch Kantor (1957-)
- Nikolaï Koliada (en) (1957-)
- Alexandra Marinina (1957-)
- Leonid Mletchine (1957-)
- Alexeï Slapovski (ru) (1957-)
- Olga Slavnikova (1957-)
- Elena Tchijova (1957-)
- Natalia Medvedeva (1958-2003)
- Victor Chenderovitch (1958-)
- Maria Galina (1958-)
- Valéria Narbikova (1958-)
- Igor Panarine (1958-)
- Barzou Abdourazzoqov (1959-), Tadjikistan
- Chingiz Abdullayev (1959-), Azerbaïdjan
- Mikhaïl Chevelev (1959-)
- Elena Tchoudinova (1959-)

### 1960
- Margarita Khemlin (1960-2015)
- Sergueï Bolmat (ru) (1960-)
- Vassili Golovanov (1960-2021)
- Paulina Dachkova (1960-)
- Grigori Demidovtsev (1960-)
- Dmitri Galkovski (1960-)
- Afanassi Mamedov (ru) (1960-)
- Mikhaïl Chichkine (1961-)
- Alexeï Chipenko (1961-)
- Maroussia Klimova (1961-)
- Andreï Kourkov (1961-), Ukraine
- Oleg Iermakov (en) (1961-)
- Elena Fanaïlova (1962-)
- Viktor Pelevine (1962-)
- Mikhaïl Evstafiev (1963-)
- Maxime Ossipov (1963-)
- Alexandre Skorobogatov (1963-)
- Dimitri Bakine (ru) (1964-2015)
- Mikhaïl Boutov (1964-)
- Vadim Mesyats (1964-)
- Evgueni Vodolazkine (1964-)
- Ksénia Dragounskaïa (ru) (1965-2021)[4]
- Andreï Guelassimov (1965-)
- Youri Khanon (1965-)
- Dmitri Bykov (1967-)
- Masha Gessen (1967-)
- Evguéni Grichkovets (1967-)
- Vadim Levanov (ru) (1967-2011)[5]
- Anton Outkine (1967-)
- Dimitri Bortnikov (1968-)
- Dimitri Kouzmine (1968-)
- Sergueï Loukianenko (1968-)
- Dmitri Bavilski (ru) (1969-)
- Denis Goutsko (1969-)
- Andreï Victorovitch Roubanov (1969-)
- Alexeï Ivanov (1969-)

### 1970
- Alexandre Ilitchevski (1970-)
- Ilya Kotcherguine (ru) (1970-)
- Oleg Pavlov (1970-)
- Andréi Bandera (1971-)
- Maria Stepanova (en) (1972-)
- Lera Auerbach (1973-)
- Irina Kudesova (1971-)
- Maria Rybakova (1973-)
- Alexandre Ikonnikov (1974-)
- Natalia Jouravliova (1974-)
- Sergueï Minaïev (1975-)
- Zakhar Prilepine (1975-)
- Alexeï Tsvetkov (1975-)
- Dmitri Gloukhovski (1979-)
- Vladimir Lortchenkov (1979-)

### 1980
- Nikolaï Kononov (en) (1980-)
- Irina Denejkina (1981-)
- Natalia Klioutchareva (1981-)
- Alissa Ganieva (1989-)